# Calothyrza jardinei
Calothyrza jardinei là một loài bọ cánh cứng trong họ Cerambycidae.